# Ciriatto

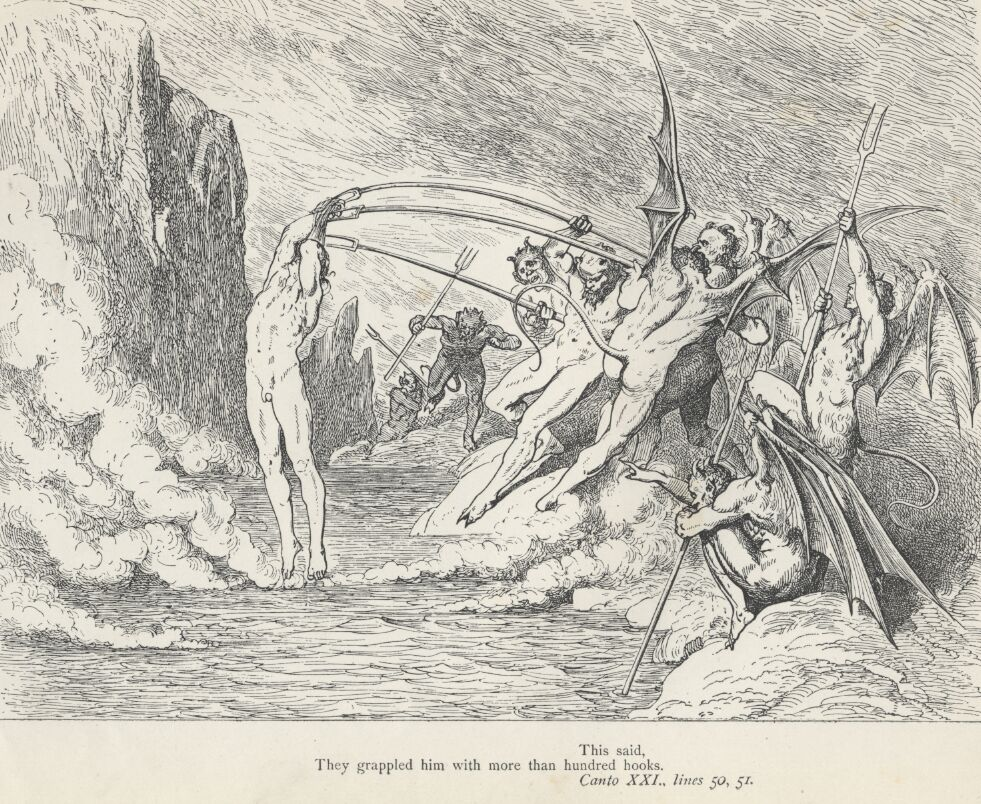
I diavoli afferrano un dannato, illustrazione di Gustave Doré.

Ciriatto è un diavolo inventato da Dante Alighieri, che lo inserisce tra i Malebranche, la truppa di demòni protagonista di un curioso episodio dell'Inferno (canti XXI, XXII e XXIII). Essi creano con le loro grottesche figure una parentesi dallo stile tipicamente comico e rappresenta una preziosissima testimonianza di come il grande poeta sapesse adattare con duttilità la sua poesia ai più svariati generi.
Il nome del diavolo secondo tutti i commentatori significa "porco", anzi "porcellino" (-atto è un suffisso diminutivo per animali usato per esempio in "cerbiatto" o in "orsatto", una variante di "orsetto" che Dante usa in Inferno XIX, 71). Questa interpretazione, rafforzata dalla descrizione stessa che Dante dà del diavolo (Ciriatto sannuto, Inf. XXI, v. 122), viene fatta risalire a ciro che indicava un porco nero, vocabolo documentato in Valdichiana e in altre zone della Toscana, a sua volta dal greco χοῖρος chôiros "maiale", dall'arabo خنزير (ḫan)zīr (id.) o da una voce onomatopeica (forse di richiamo). 
d'ogne parte una sanna come a porco,

li fé sentir come l'una sdruscia.»
(XXII, vv. 55-57)
Questo diavolo-porco dalle grandi zanne è il protagonista di una sola terzina, dove si avventa su un dannato pescato nella pece bollente, Ciampolo di Navarra, e vorrebbe fargli sentire come tagliano le sue zanne, ma il "comandante" Barbariccia si interpone bloccandolo subito.